# Adrián Lozano
Pour les articles homonymes, voir Lozano.
Adrián Lozano, né le 8 mai 1999 à Torreón au Mexique, est un footballeur mexicain qui évolue au poste de milieu offensif au Correcaminos UAT (en).

## Biographie

### Carrière en club
Né à Torreón au Mexique, Adrián Lozano est formé par le Santos Laguna qu'il rejoint en 2011. Il joue son premier match en professionnel le 22 juillet 2019 face au CD Guadalajara dans le championnat mexicain. Il est titulaire au poste de milieu offensif axial et le Santos Laguna s'impose par trois buts à zéro ce jour-là. Il inscrit son premier but dès sa deuxième apparition avec l'équipe première, le 29 juillet 2019 contre le FC Juárez, en championnat. Son équipe s'impose à nouveau par trois buts à zéro.
Le 20 mai 2022, Adrián Lozano s'engage en faveur du Correcaminos UAT (en).

### En équipe nationale
Il est sélectionné avec l'équipe du Mexique des moins de 20 ans pour participer au championnat de la CONCACAF des moins de 20 ans en 2018. Lors de cette compétition organisée aux États-Unis, il joue cinq matchs et inscrit un but. Le Mexique est battu en finale face aux États-Unis. Il est ensuite retenu avec cette sélection pour disputer la coupe du monde des moins de 20 ans en 2019, qui se déroule en Pologne. Il joue deux matchs en tant que titulaire lors de ce tournoi mais son équipe est éliminée dès la phase de groupe avec trois défaites en trois matchs.

## Palmarès

### En club
- Finaliste du championnat de la CONCACAF des moins de 20 ans en 2018 avec l'équipe du Mexique des moins de 20 ans